# Nuoto ai XVIII Giochi del Mediterraneo - 50 metri farfalla maschili
La gara dei 50 metri farfalla maschili dei XVIII Giochi del Mediterraneo si è svolta il 24 giugno 2018 al Centro Acquatico Campclar. Al mattino si sono svolte le batterie, mentre la finale si è disputata nel pomeriggio.

## Podio
| Pos. | Atleta              | Nazione |
| ---- | ------------------- | ------- |
|      | Kristián Goloméev   | Grecia  |
|      | Abdelrahman Elaraby | Egitto  |
|      | Piero Codia         | Italia  |

## Record
Prima della manifestazione il record del mondo (RM) e il record dei Giochi del Mediterraneo (RG) erano i seguenti.
|  | 22"43 | Rafael Muñoz Pérez | 5 aprile 2009 Malaga  |
|  | 23"50 | Ivan Lenđer        | 24 giugno 2013 Mersin |

Durante la competizione non sono stati migliorati record.

## Risultati

### Batterie
| Pos. | Batteria | Corsia | Atleta              | Nazionalità          | Tempo | Note |
| ---- | -------- | ------ | ------------------- | -------------------- | ----- | ---- |
| 1    | 2        | 3      | Ümit Can Güreş      | Turchia              | 23.70 | Q,   |
| 2    | 2        | 5      | Kristián Goloméev   | Grecia               | 24.00 | Q    |
| 3    | 3        | 4      | Piero Codia         | Italia               | 24.01 | Q    |
| 4    | 3        | 5      | Abdelrahman Elaraby | Egitto               | 24.04 | Q,   |
| 5    | 1        | 4      | Andrea Vergani      | Italia               | 24.27 | Q    |
| 6    | 2        | 4      | Ivan Lenđer         | Serbia               | 24.32 | Q    |
| 7    | 1        | 5      | Alberto Lozano      | Spagna               | 24.53 | Q    |
| 8    | 3        | 2      | Adi Mešetović       | Bosnia ed Erzegovina | 24.59 | Q    |
| 9    | 1        | 3      | Marcos García       | Spagna               | 24.71 |      |
| 10   | 2        | 6      | Andreas Vazaios     | Grecia               | 24.76 |      |
| 11   | 3        | 3      | Berk Özkul          | Turchia              | 24.79 |      |
| 12   | 1        | 6      | Gal Kordež          | Slovenia             | 25.11 |      |
| 13   | 1        | 2      | Ahmed Hussein       | Egitto               | 25.13 |      |
| 14   | 2        | 2      | Bernat Lomero       | Andorra              | 25.21 |      |
| 15   | 3        | 6      | Anthony Barbar      | Libano               | 25.68 |      |
| 16   | 3        | 7      | Thomas Tsiopanis    | Cipro                | 26.03 |      |
| N.D. | 2        | 7      | Audai Hassouna      | Libia                | dns   |      |

### Finale
La finale è iniziata alle 18:16.
| Class   | Corsia | Atleta              | Nazione              | Tempo | Note             |
| ------- | ------ | ------------------- | -------------------- | ----- | ---------------- |
| Oro     | 5      | Kristián Goloméev   | Grecia               | 23.53 | Record nazionale |
| Argento | 6      | Abdelrahman Elaraby | Egitto               | 23.69 | Record nazionale |
| Bronzo  | 3      | Piero Codia         | Italia               | 23.74 |                  |
| 4       | 4      | Ümit Can Güreş      | Turchia              | 23.75 |                  |
| 5       | 2      | Andrea Vergani      | Italia               | 23.87 |                  |
| 6       | 7      | Ivan Lenđer         | Serbia               | 24.12 |                  |
| 7       | 1      | Alberto Lozano      | Spagna               | 24.14 |                  |
| 8       | 8      | Adi Mešetović       | Bosnia ed Erzegovina | 24.39 | Record nazionale |